# Nela Riehl
Nela Riehl é uma política e professora alemã que foi uma das principais candidatas do Volt Alemanha ao Parlamento Europeu nas eleições de 2024.
Riehl reside em Hamburgo. Foi a única candidata negra na Alemanha às eleições.
Até uma semana antes das eleições, ainda trabalhava numa escola secundária em Hamburgo. As suas principais questões abordadas têm sido a promoção da diversidade e o objectivo de emissões zero.